# Luigi's Mansion 3
Luigi's Mansion 3 is een computerspel ontwikkeld door Next Level Games en uitgegeven door Nintendo voor de Nintendo Switch. Het actie-avonturenspel is uitgekomen op 31 oktober 2019.

## Plot
Luigi moet wederom een spookhotel verkennen, met verschillende thema's op elke verdieping, en zijn vrienden zien te redden van de geesten die in het hotel wonen.

## Spel
In het actie-avonturenspel besturen spelers Luigi die spoken kan vangen met zijn speciale spokenstofzuiger, de Poltergust. Het hotel bevat 17 etages met elk een ander thema. Aan het eind van elke verdieping is een eindbaas die verslagen moet worden om een liftknopje te krijgen om door te gaan.
Nieuw in dit deel is Gooigi, een slijmerige versie van Luigi die eerder al werd geïntroduceerd in de 3DS-versie van Luigi's Mansion. De speler kan eenvoudig wisselen tussen Luigi en Gooigi om zo puzzels op te lossen. Zo kan Gooigi zichzelf tussen kieren wringen, maar wanneer hij in contact komt met water of vuur zal hij oplossen.
In het multiplayer-gedeelte kunnen tot acht spelers meedoen, zowel lokaal als via het internet. Men kan kiezen om in samenwerkingsverband (co-op) te spelen, zowel alleen of als team.

## Ontvangst
| Recensiescore             | Recensiescore |
| Recensieverzamelaar       | Score         |
| ------------------------- | ------------- |
| Metacritic                | 86%           |
| Publicist                 | Score         |
| Destructoid               | 9             |
| Electronic Gaming Monthly | 4/5           |
| Eurogamer                 | aanbevolen    |
| Game Informer             | 8,5           |
| GameSpot                  | 8             |
| IGN                       | 8,3           |
| Polygon                   | aanbevolen    |

Luigi's Mansion 3 ontving positieve recensies. Men prees de toevoeging van Gooigi en de afwisseling in de levels. Men vond het spel leuk, aandoenlijk en goed ontworpen. Op verzamelwebsite Metacritic heeft het spel een score van 86%.
Tijdens The Game Awards in 2019 ontving het spel de prijs voor Beste Familiespel.
In september 2020 werd bekend dat het spel 7,8 miljoen keer is verkocht, waarmee het een van de bestverkochte Switch-spellen is.